# Antonio Guarás
Antonio Guarás (* 1520 in Tarazona; † 1579 ebenda) war von 1571 bis 1578 Botschafter von Philipp II. von Spanien bei Elisabeth I. von England.

## Leben
Guarás war ein in London niedergelassener spanischer Kaufmann und Bankier.
Am 1. September 1553 schrieb er Relacion muy verdadera de Antonio d'Guaras: criado de la Serenissima y Catholica reyna de Inglaterra an Beltrán II. de la Cueva y Toledo (1477–1560), Herzog von Alburquerque Vissorey y Capitan General d'l Reyno de Navarra. Er berichtete über die Amtseinführung von Maria I. von England und die Hinrichtung von John Dudley, 1. Duke of Northumberland. Die Erzählung in Briefform wurde am 23. März 1554 in Medina del Campo gedruckt. Das Werk nahm die englische Obrigkeit später zum Anlass, ihm Indiskretion vorzuwerfen. Ein beschlagnahmtes Exemplar befand sich im British Museum, wo es Richard Garnett fand und als Faksimile kommentiert veröffentlichte. In diesem Werk zeigte er eine Vertrautheit mit der englischen Gesellschaft, dass er nach Einschätzung von Garnett schon 1544 einige Jahre in England verbracht hatte.
Ein weiteres Werk aus den Asservaten des British Museum war A Letter from Antonio de Guaras to the Irish Rebels, den ebenfalls Garnett kommentiert 
in der English Historical Review 1893 VIII: 91-92 veröffentlichte.
Sein Adressat war Thomas Stukley.
Von 1557 bis 1565 ließ er in Ciudad de Tarazona den Palacio de Eguarás errichten.
Als Guerau de Spes infolge der Ridolfi-Verschwörung aus England ausgewiesen worden war, wurde Guarás Geschäftsträger. Sein Gesprächspartner war der damalige englische Außenminister William Cecil, 1. Baron Burghley.
Sein Sekretär war Juan de Aguirre.
Die Diplomatenpost des portugiesischen Gesandten Antonio Fogaza lief über Antonio de Guarás, der ihn aus Eifersucht bei den portugiesischen Behörden denunzierte.
Antonio de Guarás wertete seine Geschäftsinformationen aus. Beispielsweise wurde ihm bekannt, dass Francis Drake Seeleute für eine Fahrt nach Alexandria anheuern ließ. Guarás schloss daraus, dass Drake eine Mannschaft für eine Mission nach Nombre de Dios zusammenstellte. Es war nicht wahrscheinlich, aber möglich, dass er eine Nordwestpassage suchte.
Als Machtdemonstration gegen die katholische Partei wurde
Antonio Guarás am 19. Oktober 1577 um Mitternacht festgenommen und sein Haus durchsucht.
Sein erster Haftort war das Haus der Sheriffs of London, später wurde er in den Tower gebracht, wo in den folgenden 18 Monaten unter kalkuliertem Hohn seine Gesundheit und sein finanzielles Vermögen ruiniert wurden. Anschließend wurde er aus England ausgewiesen. Am 24. Mai 1579 verließ er England.